# 長尾鱔鬍鯰
長尾鱔鬍鯰，為輻鰭魚綱鯰形目塘虱魚科的其中一種，為熱帶淡水魚，分布於非洲伊溫多河流域，棲息在底層水域，體長可達22公分，生活習性不明。

## 扩展阅读
維基物種上的相關：長尾鱔鬍鯰